# 佐爾格島
67°11′S 67°43′W / 67.183°S 67.717°W
佐爾格島（德語：Sorge Island），是南極洲的島嶼，位於阿德萊德島以東，處於巴拉斯海峽，由英國南極名稱諮詢委員會以德國的冰川學家命名，現時由南極條約體系管理。